# خوزه لوئیس کوسیفو
خوزه لوئیس کوسیفو (اسپانیایی: José Luis Cuciuffo‎; زاده ۱ فوریهٔ ۱۹۶۱ – درگذشته ۱۱ دسامبر ۲۰۰۴) بازیکن فوتبال اهل آرژانتین بود.
از باشگاه‌هایی که در آن بازی کرده‌است، می‌توان به بوکا جونیورز و ولز سارسفیلد اشاره کرد. وی همچنین در تیم ملی فوتبال آرژانتین بازی کرده‌است.